# أرض فائقة

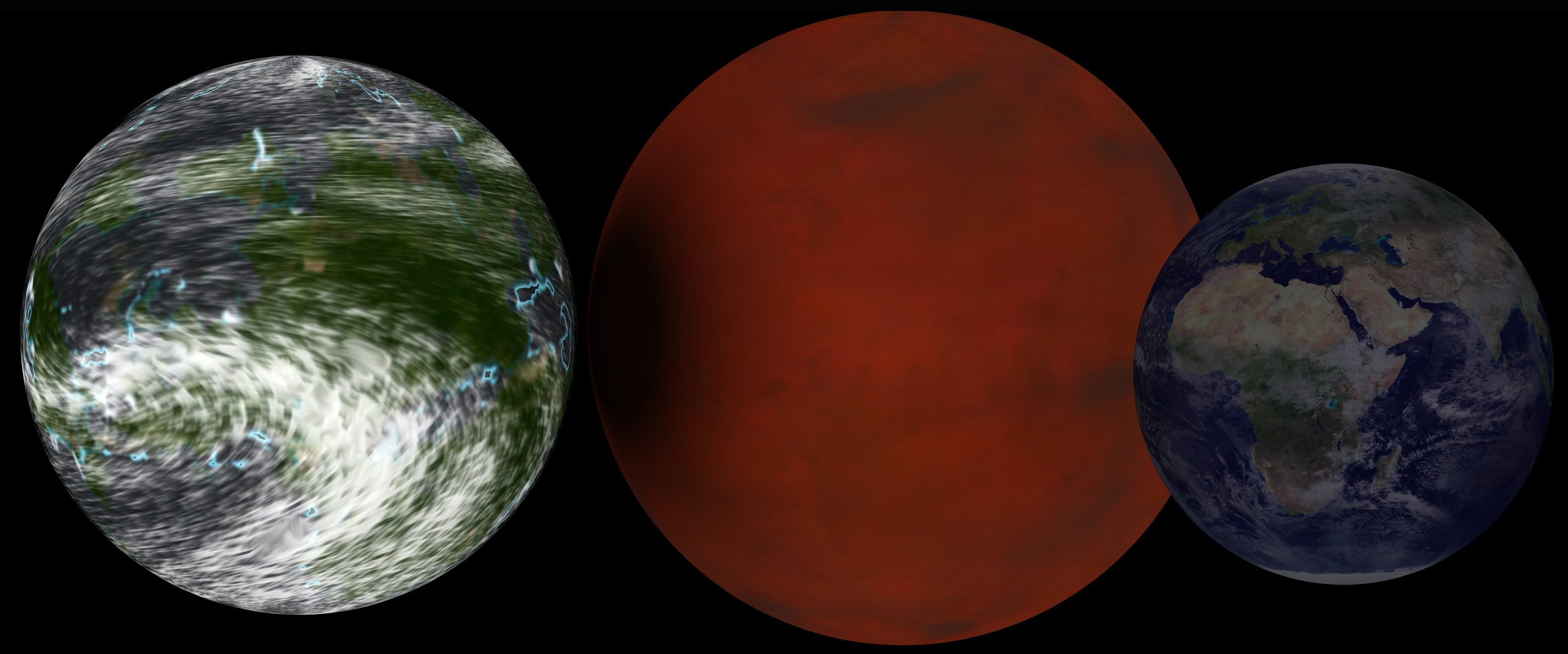
رسم تخيلي لكوكبين أرضيين فائقين، وبالرغم من الفارق الكبير بين صفاتهما فكل منهما يُطلق عليه "أرض فائقة" وذلك لأن كتلتيهما أكبر من كتلة الأرض ببضع مرات.

الأرض الفائقة أو الأرض الهائلة أو الأرض العظيمة (بالإنجليزية: Super-Earth)‏ هو مصطلح يُستخدم لوصف الكواكب الصخرية خارج المجموعة الشمسية التي تَكبرُ الأرض حجماً بكثير، لكنها نَظرياً أصغر حجماً من الكواكب الغازية. وليس بالضرورة أن يكون الكوكب مشابها للأرض في الحرارة أو الخصائص الفيزيائية أو أي صفات أخرى (عدا الكتلة والحجم بالطبع) حتى يُطلق عليه هذا المصطلح. وهناك بعض الشك في ما يتعلق بحد الكتلة التي يجب أن يكتسبها الجسم لكي يُطلق عليه المصطلح: فهناك علماء يُعرِّفون الأرض الفائقة على أنها كوكب تبلغ كتلته ما بين 1 و10 كتلة أرضية، بينما يرى آخرون أنها تتراوح بين 5 و10 كتلة أرضية، بالإضافة إلى العديد من الآراء الأخرى المنتشرة في الأوساط المحلية.
وقد اكتشفت العديد من الأراضي الفائقة حتى الآن، وأول من اكتشف واحدة منها كان الفلكي «ألكساندر وولسزكزان» و«ديل فرييْل» في عام 1991م. وقد اكتشفا كوكبين تعادل كتلة كلٍّ منهما 4 أضعاف كتلة الأرض تقريباً وهي بالتالي صغيرة جداً لكي تكون عمالقة غازية، وهما يدوران حول نجم «بي إس آر بي1257 + 12» (وقد اكتشف حوله كوكب إضافي ويُعتقد بوجود واحد رابع). وقد اكتشفت العديد منها على مدى الأعوام 2005 - 2009 وما زال الاكتشاف مستمرا.

## تعريف
بشكل عام، يتم تعريف «أرض فائقة» حصرا كتلتها، والمصطلح لا يعني تفوق في درجات الحرارة، أو التركيب، أوالخصائص المدارية، أو بيئات مماثلة إلى الأرض. ويشار إلى مجموعة متنوعة من القيم المحددة في التعاريف الشاملة للأرض الفائقة. بينما قالت مصادر يتفقون عموما على حد أعلى للأرض الفائقة أو الأرض الفائقة بأنه 10 أضعاف كتلة الأرض.

## أول أرض فائقة تكتشف

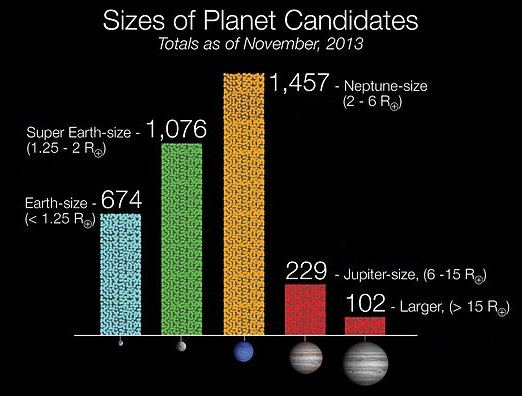

أحجام كواكب من حجم مهمة كبلر - وعدد الكواكب المرغوب كشفها 2,740 تدور حول 2,036 من النجوم (بواقع 4 نوفمبر 2013، طبقا لناسا).
اكتشفت أول أرض فائقة من العالمين الفلكيين «ألكسندر ولسزسزان» و «ديل فريل» وهي تدور في مدار حول النباض
PSR B1257+12 وتم الاكتشاف في عام 1992. اثنين من كواكب هذا النظام يبلغ كتلة كل منهما نحو أربعة أمثال كتلتة الأرض.
والأرض الفائقة الأولى التي اكتشفت حول نجم في طور النسق الأساسي تم اكتشافها من مجموعة الباحثين العاملة أنذاك مع العالم الفلكي «أوجينيو ريفيرا» في عام 2005. وهي أرض فائقة تدور حول النجم غليز 876 ، وتم تسميتها «غليز 876 دي» (قد اكتشف من قَبل كوكبين في حجم المشتري من الكواكب الغازية في هذا النظام). وتبلغ كتلة الأرض الفائقة 7.5 كتلة أرضية وتتم دورتها حول النجم غليز 876 في يومين فقط. ونظرا لقرب الكوكب «غليز 876 دي» من نجمه الذي يأويه (وهو قزم أحمر) فربما تكون درجة حرارته على السطح بين 430 - 650 كلفن؛ وهي درجة حرارة قد تناسب وجود ماء على الكوكب.

## اقرأ أيضا
- كواكب خارج المجموعة الشمسية
- روس 128 ب
- نجم أحمر تيجاردن
- غليزا 1214b